# Rutstroemia sydowiana

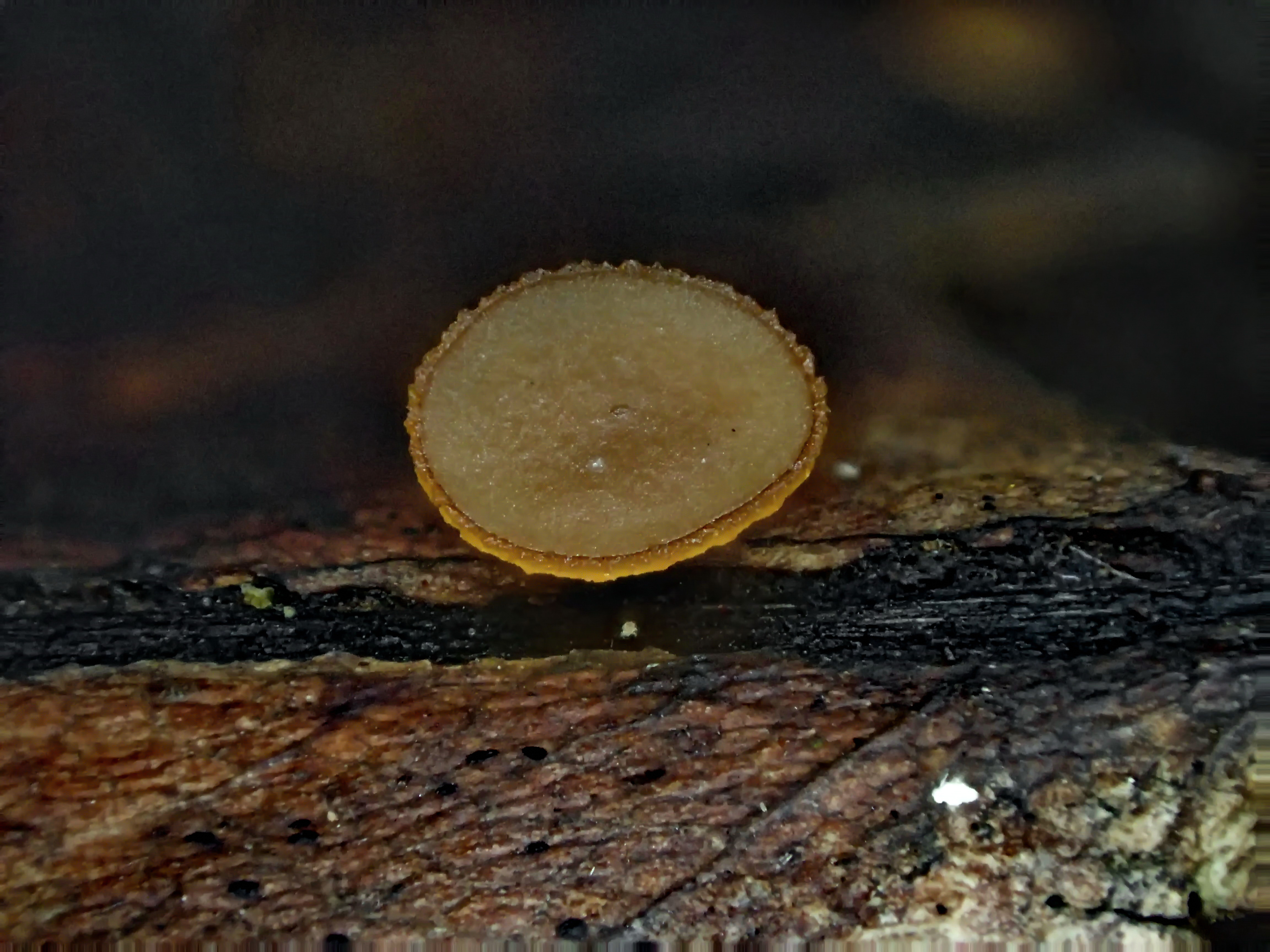

Rutstroemia sydowiana (Rehm) W.L. White – gatunek grzybów z rodziny baziówkowatych (Rutstroemiaceae).

## Systematyka i nazewnictwo
Pozycja w klasyfikacji według Index Fungorum: Rutstroemiaceae, Helotiales, Leotiomycetidae, Leotiomycetes, Pezizomycotina, Ascomycota, Fungi.
Po raz pierwszy opisał go w 1885 r. Heinrich Rehm, nadając mu nazwę Ciboria sydowiana. Obecną nazwę nadał mu William Lawrence White w 1941 r. Synonimy:
- Ciboria sydowiana Rehm 1885
- Ombrophila sydowiana Rehm 1884
- Phialea sydowiana (Rehm) Rick 1905
- Poculum sydowianum (Rehm) Dumont 1976

W 2024 r. Komisja ds. Polskiego Nazewnictwa Grzybów przy Polskim Towarzystwie Mykologicznym dla rodzaju Rutstroemia zarekomendowała polską nazwę baziówka.

## Morfologia
Owocniki typu apotecjum o średnicy do 3 mm z ciemnobrązowym trzonkiem. Powierzchnia hymenialna brązowawa do oliwkowoczerwonej, brzeg ciemniejszy. Askospory 12–17 × 5–6,5 μm, eliptyczne, nerkowate z wieloma gutulami.
Podobny jest Rutstroemia petiolorum występujący na liściach buka, ale czasem także na liściach dębu. Ma węższe askospory (14–20 × 3,5–5,3), z wieloma gutulami, z krótkim wierzchołkiem na końcach.

## Występowanie i siedlisko
Występuje w Ameryce Północnej i Europie. W Europie jest szeroko rozprzestrzeniony, na północy sięga po południowe części Półwyspu Skandynawskiego. W Polsce M.A. Chmiel w 2006 r. przytoczyła wiele stanowisk.
Grzyb saprotroficzny występujący na opadłych liściach i ogonkach liściowych dębów.